# Valetoakakau
Valetoakakau ist eine kleine Insel in der tonganischen Inselgruppe Vavaʻu.

## Geographie
Valetoakakau ist eine kleine Insel in der Lagune von Hunga. Hunga bildet nämlich zusammen mit Kalau und Fofoa eine Lagune, in der die Inseln Valetoamamaha und Valetoakakau liegen. Am Nordrand der Lagune befindet sich der Hauptort von Hunga.

## Klima
Das Klima ist tropisch heiß, wird jedoch von ständig wehenden Winden gemäßigt. Ebenso wie die anderen Inseln der Vavaʻu-Gruppe wird Valetoakakau gelegentlich von Zyklonen heimgesucht.